# Église Saint-Martin de Recloses
L’église Saint-Martin est un édifice religieux catholique situé à Recloses, en France. Il est inscrit aux monuments historiques depuis 1926.

## Situation et accès
L’édifice est situé dans la rue des Écoles, au centre de Recloses. Plus largement, il se trouve dans le département de Seine-et-Marne, en région Île-de-France.

## Statut patrimonial et juridique
L’église fait l’objet d’une inscription au titre des monuments historiques par arrêté du 14 avril 1926, en tant que propriété de la commune.